# Оттегляне от спорта (ритуал)
Оттеглянето от спорта е ритуал, които спортист може да изпълни, когато е напът да сложи край на кариерата си.
Символиката зад този ритуал се крие в популярната в борбата фраза „Остави всичко на тепиха“ (на английски: „Leave it all on the mat“). Изпълнявайки тази традиция, спортистът заявява негласно, че това е неговото последно състезание и той прекратява своята кариера. В този емоционален момент често спортистът иска и/или може да се сбогува само по този начин. Оставянето на част от екипировката е метафора за това, че част от играча винаги ще остане със спорта. Тази традиция е и начин спортистът да бъдете запомнен, когато си отива от спорта.

## Традицията в различни спортове

### Бойни ударни изкуства
Бойците практикуващи с ръкавици, като бокс, кикбокс, ММА и др., оставят ръкавиците си в клетката/на ринга в последната си битка.

#### Бокс
В бокса, акта на оттегляне символично се нарича „да окачи ръкавиците на пирона“.

### Борба
Борците в свободната или класическата борба оставят обувките си на тепиха. В по-редки случаи (като напр. при олимпийския шампион от Пекин 2008-а Хенри Сехудо), борецът може да предпочете да подари обувките си на някой фен в публиката.

### Вдигане на тежести
Ритуалът при щангистите е да оставят своите обувки на тепиха.

### Хокей
Играчите на хокей оставят своите ръкавици на ледената пързалка, обичайно в центъра ѝ.

### Сумо
В сумото е възприета церемония с танц.